# Nils Turesson Bielke
Nils Turesson Bielke, född den 5 november 1569 på Hörningsholm, död 17 december 1639, var en svensk friherre och riksråd. Son till Ture Pedersson Bielke
Nils Turesson Bielke var en ivrig anhängare av hertig Karl vilken belönade hans trohet med att 1602 göra honom till kansli- och hovråd, 1606 till riksråd och 1608 till lagman i Östergötlands lagsaga, varjämte Bielke i likhet med brodern Svante upphöjdes i friherrligt stånd. Han var svensk fullmäktig 1612–1613 vid de fredsunderhandlingar som föregick freden i Knäred. 1614 blev han assessor i Svea hovrätt och var 1615–1623 kammarråd. 1617 fick han Smålands lagsaga och utnämndes 1623 till den förste presidenten i Åbo hovrätt och landshövding över hela Finland, vartill 1628 kom befattningen med dess militära ärenden. Han lämnade 1630 presidentsämbetet och följande år de båda övriga befattningarna. 1634 blev han överlandshövding i Västergötland och lagman i Kalmar lagsaga. Död 1639.
Gift 1605 med friherrinnan Ingeborg Oxenstierna.
Barn
1. Ture Bielke, född 1606
2. Sigrid Bielke, född 1607
3. Christina Bielke, född 1609
4. Karin Bielke, född 1612
5. Gustaf Bielke, född 1618
6. Svante Bielke, född 1620
7. Brita Bielke
8. Sten Nilsson Bielke, född 1624